# Агаповський район
Агаповський муніципальний район — муніципальне утворення в Челябінській області Росії.
Адміністративний центр — село Агаповка.

## Географія
Район розташований на південному заході Челябінської області, в околицях Магнітогорська. На півночі район межує з Верхньоуральським МР, на північному сході та сході — з Нагайбакським та Карталинським МР, на півдні — з Кізільським МР, на заході — з Магнітогорським міським округом та Абзеліловським МР Республіки Башкортостан. Площа — 2 603,6 км², сільськогосподарські угіддя — 232,4 тис. га.
Агаповський муніципальний район розташований більшою частиною в степовій, частково — в лісостеповій зонах. Рельєф — горбиста рівнина. По території району протікають річки: Урал, Гумбейка, Зінгейка, Суха, Ржавчик, Янгелька. Розташовано два великих водосховища: Верхньоуральське та Магнітогорське.
Середньорічна кількість опадів становить не більше 350 мм. Середня температура в січні місяці буває близько -17 °С (зафіксований абсолютний мінімум -46 °С), липня -19 °С (абсолютний максимум 39 °С). Переважні напрямку вітру в січні — південні, у липні — північно-західні.
Тваринний світ складається з типових представників степової та лісостепової фауни. У північній частині району з метою підтримки популяцій мисливських та інших видів тварин організовано Агаповське мисливське господарство. Рослинний покрив в основному дерново-злакові степи, на півночі переважають лугові степи.
Відстань від обласного центру 280 км та 20 км від залізничної станції Магнітогорськ.
По території району проходять залізниці Магнітогорськ — Картали (Южсиб), Магнітогорськ — Сибай та Магнітогорськ — Карламан (БашБАМ), автодороги обласного значення Южноуральск — Магнітогорськ, Магнітогорськ — Бєлорєцьк, Магнітогорськ — Чебаркуль, Магнітогорськ — Сибай.

## Історія
Агаповський район з'явився 18 січня 1935 року, після виходу постанови Президії ЦВК СРСР «Про нові мережі районів по Челябінській області». Він був включений до складу Магнітного округу Челябінської області. До 1939 року адміністративний центр розташовувався в селищі Магнітному (нині — станиця Магнітна (селище Стара Магнітка) у складі Орджонікідзевського району міста Магнітогорська). З 1940 року центром є село Агаповка, неодноразово міняло свій статус і форму найменування.
Заселення території району людьми почалося в далеку давнину. З найбільш значущих археологічних пам'яток є стоянка кам'яної доби Агаповка-1, могильники Агаповський-2, Агаповські гори-4, Агаповські кургани та ін. Всього виявлено близько 150 курганів різних епох.

## Населення
Населення — 33 386 осіб (2015).
Національний склад
В районі проживають росіяни, татари, башкири, казахи, українці, мордва (ерзя) та інші. Переважно башкирський населений пункт — селище Утарка. Переважно татарський населений пункт — селище Аблязово.

## Економіка
Практично в серцевині району розташований Магнітогорський міський округ, тому одним з основних напрямків економіки є виробництво продуктів харчування для жителів металургійної столиці Росії.
На території району розташовуються три кар'єри гірничо-збагачувального виробництва ВАТ «Магнітогорський металургійний комбінат», Гумбейський щебеневий завод, два елеватори в Буранному та Субутаці, Сахаринський рудник, Буран птахофабрика Магнітогорського птахівничого комплексу холдингу «Ситнов». З приходом в губернаторське крісло магнітогорця Бориса Дубровського в 2014 році було заплановано будівництво великого молокопереробного комплексу
Агаповський муніципальний район є сільськогосподарським. Загальна земельна площа сільськогосподарського призначення 232,7 тис. га. В районі діють 19 акціонерних товариств, 240 селянських фермерських господарств, 60 ЛПГ та 587 індивідуальних підприємців. Господарства району вирощують зерно, картоплю, овочі, а також зайняті виробництвом продукції тваринництва.
Валова продукція сільського господарства в усіх категоріях господарств у 2008 році склала 4638,0 млн.рублів, з них 2608,8 млн.руб. сільськогосподарськими організаціями, 469,9 млн.руб. селянські (фермерські) господарства.